# Gewässerunterhaltung
Gewässerunterhaltung ist in der Wasserwirtschaft die Bezeichnung für Unterhaltungsmaßnahmen zur Pflege und Entwicklung von Gewässern mit dem Ziel der Erhaltung und Verbesserung der wasserwirtschaftlichen und naturräumlichen Funktion wie auch der Schiffbarkeit. Sie ist durch das Wasserhaushaltsgesetz (WHG) und die Landeswassergesetze geregelt.

## Allgemeines
Zu den Gewässern gehören Flüsse, Kanäle, Küstengewässer, Seen und Grundwasser (§ 2 WHG).

## Aufgaben
Das WHG bestimmt in § 39 WHG, dass die Gewässerunterhaltung einem ganzheitlichen Ansatz folgen muss: Es ist gleichermaßen
- der ordnungsgemäße Wasserabflusses zu sichern sowie
- die Abführung oder Rückhaltung von Wasser, Geschiebe, Schwebstoffen und Eis gemäß den wasserwirtschaftlichen Bedürfnissen und
- die Schiffbarkeit von schiffbaren Gewässern zu erhalten und
- die ökologischen Funktionsfähigkeit des Gewässers insbesondere als Lebensraum von wild lebenden Tieren und Pflanzen zu erhalten und zu fördern.

Die Gewässerunterhaltung muss sich an den Bewirtschaftungszielen der Wasserrahmenrichtlinie (siehe §§ 27 bis 31 WHG) ausrichten und darf die Erreichung dieser Ziele nicht gefährden. Bei der Unterhaltung ist der Erhaltung der Leistungs- und Funktionsfähigkeit des Naturhaushalts Rechnung zu tragen. Ferner sind Bild und Erholungswert der Gewässerlandschaft zu berücksichtigen.

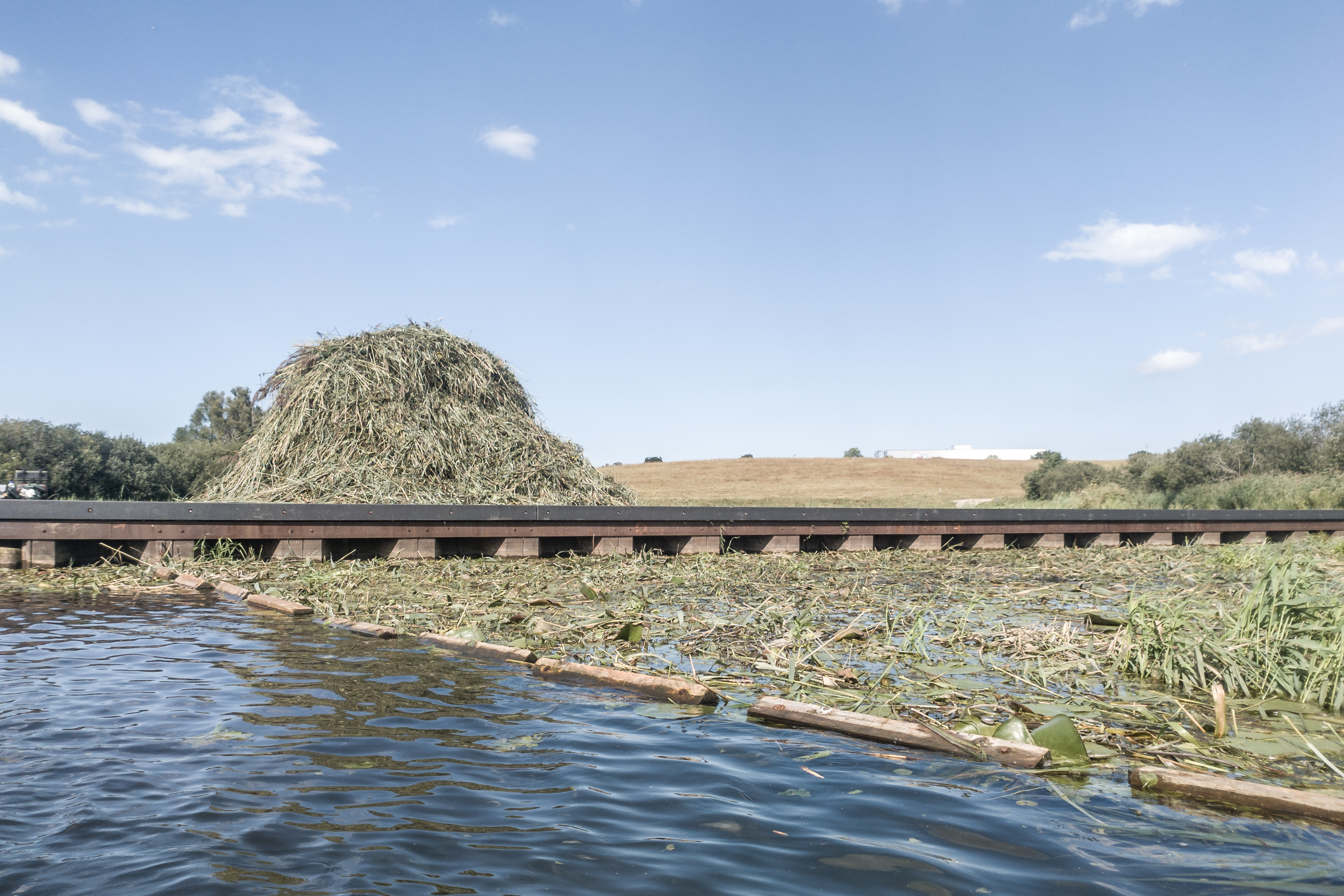
Entkrautung der Recknitz in Ahrenshagen-Daskow

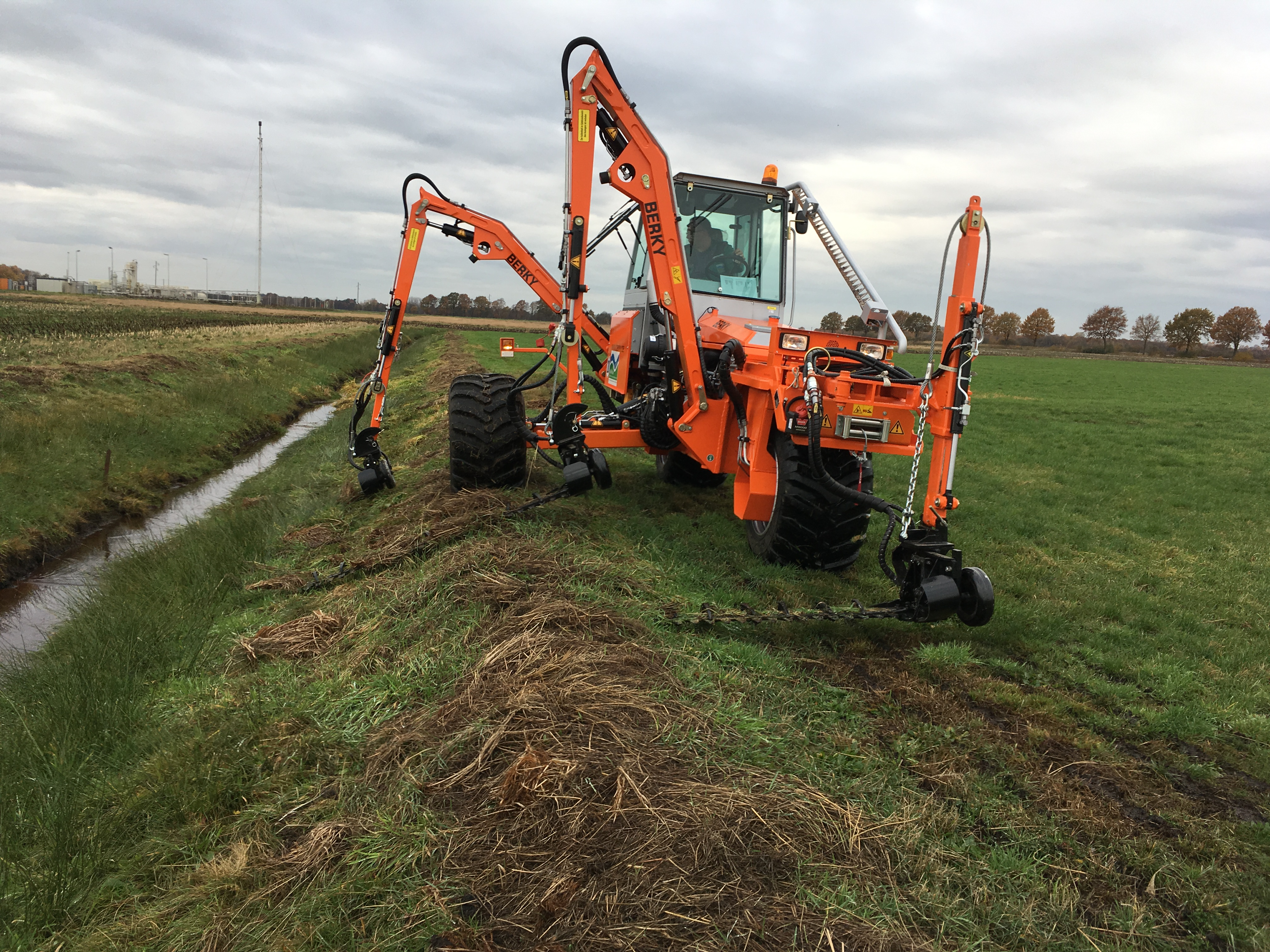
Böschungsmahd am Graben mittels Böschungsmäher

Nach DIN 4047-5 wird die Gewässerunterhaltung eingeteilt in
- Entkrautung (Beseitigung der Verkrautung und Entfernung der Pflanzenmasse im Gewässer; Pflanzen im Wasserbereich werden oberhalb der Sohle abgeschnitten; keine Sedimententnahme)
- Mahd (maschineller oder manueller Schnitt und Entfernung übermäßigen Pflanzenbewuchses auf Ufern)
- Räumung (Beseitigung von Abflusshindernissen und Auflandungen; Entnahme von Sedimenten, Totholz, Pflanzen und Objekten aus dem Gewässer)
- Grundräumung (Beseitigung von Abflusshindernissen und Auflandungen zur Wiederherstellung des Abflußquerschnittes; vollständiger Aushub verlandeter Zonen)

Entsprechend sind die wesentliche Maßnahmenziele
- die Erhaltung des Gewässerbettes durch Entschlammung, Entfernen von Krautbewuchs und Auflandungen, Ausfüllen von Auskolkungen,
- Freihaltung der Ufer für den Wasserabfluss z. B. durch Mähen von Uferröhricht und Uferstauden sowie
- Erhaltung der Ufer, insbesondere durch Erhaltung und Neuanpflanzung einer standortgerechten Ufervegetation, Ufersicherungsarbeiten und Verfüllen von Uferabbrüchen.

Alle Eingriffe im und am Gewässer sollen so gering wie möglich gehalten werden und naturschonend erfolgen, um die Bewirtschaftungziele zu erreichen. Insbesondere Maßnahmen in geschützten Biotope sollten stets mit der Naturschutzbehörde abgestimmt werden. Der Einsatz chemischer Mittel bei der Gewässerunterhaltung ist gem. § 9 Abs. 3 WHG eine Benutzung und erfordert daher eine Erlaubnis der Wasserbehörde (§ 8 WHG). Die Instandhaltung von technischen Einrichtungen wie Wehranlagen oder Hochwasserschutzeinrichtungen ist nur Teil der Gewässerunterhaltung, soweit sie den in § 39 WHG definierten Zwecken dienen.

## Zuständigkeiten
Gemäß § 40 WHG ist die Unterhaltung oberirdischer Gewässer Aufgabe der Gewässer-Eigentümer, soweit sie nicht nach landesrechtlichen Vorschriften Aufgabe von Gebietskörperschaften, Wasser- und Bodenverbänden, gemeindlichen Zweckverbänden oder sonstigen Körperschaften des öffentlichen Rechts ist. Der Bund ist gem. Art. 89 GG Eigentümer der Bundeswasserstraßen und daher Träger der Unterhaltslast an diesen Gewässern.
§ 40 WHG regelt ferner die mögliche Verteilung der Kosten des Unterhalts. Da die Unterhaltungsmaßnahmen auch Eingriffe auf Grundstücke Dritter zur Folge haben können, regelt § 41 WHG Rechte und Pflichten zwischen dem Träger der Unterhaltslast einerseits und den Gewässereigentümern, Anliegern und Hinterliegern andererseits.

## Unterhaltungspläne
Basis für eine regelmäßige Gewässerunterhaltung ist die Aufstellung und kontinuierliche Fortschreibung gewässerindividueller Unterhaltungspläne. Sie sind hierarchisch strukturiert und beschreiben in kartografischer oder tabellarischer Form.
- Gewässerzustand aus ökologischer und technischer Sicht (Morphologie, Gewässerökologie und -defizite; hydraulische Besonderheiten, technische Bauwerke, Unterhaltungsträger, rechtlicher Rahmen, beteiligte Fachplanungen etc.) sowie das angestrebte Leitbild der Gewässerentwicklung mit den Entwicklungspotenzialen oder -restriktionen.
- Maßnahmen der Gewässerunterhaltung und -entwicklung (vorgesehene Maßnahmenarten und -intensitäten, präziser Ortsbezug und Zeitrahmen turnusgemäßer Maßnahmen, Gestaltungsmaßnahmen im Gewässer und Ufern, gezieltes Unterlassen etc.).
- Einsatzsteuerung, Monitoring und Controlling (Einsatzsteuerung von Personal, Geräten und Firmen, Klassifizierung des Gewässers nach Unterhaltungsintensität; Dokumentation der Ergebnisse von Unterhaltung und Entwicklung; Dokumentation der Maßnahmenwirkung).